# Anton Schönfeld
Anton Maria Emmerich Wilhelm von Schönfeld (Prag, 3. srpnja 1827. – Beč, 7. siječnja 1898.), general topništva austrijske carske vojske. Nosio je naslov baruna (Freiherr). Stric Johanna Ferdinanda, nećak Ignaza, brat Wenzela Schönfelda. Djelovao i u hrvatskim krajevima.

## Životopis
Rodio se je u Češkoj. U Bečkom Novom Mjestu pohađao je vojnu akademiju. Sudjelovao u bitkama kod Mortare i Novare, gušenju ustanka u Bologni. Pri visokom zapovjedništvu pripremao ofenzivu protiv Danske 1864. godine. Poslije na vojno-diplomatskim zadaćama. Kao brigadir sudjelovao u gušenju ustanka u južnoj Dalmaciji (Boka kotorska, Krivošije). Boravio u Gornjoj Italiji i Vlaškoj za mapiranje. Dobitnik brojnih odlikovanja. Član Tajnog vijeća. Od 1883. počasni građanin Budve. Važan za mapiranje u ofenzivama od 1849. i 1859. u Italiji, 1864. protiv Danske te 1866. u Dalmaciji.